# Арисака, Нариакэ
Барон Арисака Нариакира (яп. 有 坂 成章, 5 апреля 1852 года — 12 января 1915 года) — генерал-лейтенант Императорской армии Японии, изобретатель винтовки Арисака, считается одним из ведущих разработчиков оружия в японской истории, наряду с Кидзиро Намбу.

## Биография
Арисака родился в Ивакуни, провинция Суо (в настоящее время в составе префектуры Ямагути). Он был четвертым сыном самурая-вассала княжества Тёсю. В возрасте 11 лет его усыновил оружейный мастер Нагаёси Арисака, от которого он взял свою фамилию. После реставрации Мэйдзи он зачислен в новообразованную имперскую японскую армию. В 1891 году он привлек внимание генерала Мураты Цунэёси, создателя винтовки Мурата, стандартной японской армейской винтовки, и был назначен на должность в Токийском арсенале.
В 1897 году Арисака завершил работу над винтовкой тип 30, которая была принята японской армией в качестве стандартного оружия во время Боксёрского восстания. В 1898 году он также завершил проектные работы над 75-мм горной пушкой Тип 31, что сделало его имя известным как в мире артиллерии, так и в стрелковом оружии. Однако его ранние разработки не были хорошо приняты в боевых частях — винтовка Тип 30 считалась сложной и ненадежной, а пушки Тип 31 испытывали недостаток в тормозах отката и имели низкую точность.
В 1903 году Арисака был назначен начальником Технического бюро армии. Он наблюдал за комитетом, которому было поручено улучшить старые модели оружия, включая винтовку Тип 30. Главным конструктором проекта был капитан Кидзиро Намбу, который позже сам по себе стал известен как разработчик оружия. Результатом этого проекта стала винтовка Тип 38, иначе известная как «винтовка Арисака», которая была передана японским пехотинцами как раз к концу русско-японской войны. Надежность винтовки Тип 38 была отмечена войсками, хотя вопрос о замене использовавшегося ей недостаточно мощного малокалиберного патрона не рассматривался до 1930-х годов. Винтовка Тип 38 и ее различные модифицированные версии продолжали использоваться японскими военными до конца Второй мировой войны.
На протяжении всей русско-японской войны Арисака продолжал работать над усовершенствованиями и вариациями своих винтовок, и по просьбе начальника Генерального штаба Ямагата Аритомо он также работал над проектами осадных орудий большого калибра и крепостных орудиями. В 1906 году Арисака был награжден  орденом Золотого коршуна второй степени и получил звание генерал-лейтенанта. В 1907 году он был принят в кадзоку, когда получил титул барона (дансяку). В 1910 году он был награжден орденом Священного сокровища первой степени.
Арисака умер в 1915 году, а его могила находится на кладбище Янака в Токио.